# Vinney Pugliese
Vincent „Vinney“ Pugliese ist ein US-amerikanischer Schauspieler.

## Leben
Pugliese erlangte 2022 seinen Bachelor of Fine Arts an der University of Arizona in Tucson. Als Bühnendarsteller war er in mindestens drei Inszenierungen des Arizona Repertory Theatre zu sehen. Dazu wirkte er an Stücken des N2 Theatre und des Theaterworks mit. 2022 debütierte er in der Kurzfilmproduktion Twixxx als Filmschauspieler. Im Folgejahr verkörperte er im Kurzfilm ANIMALS die Hauptrolle des Tyler. Der Kurzfilm wurde am 15. Juli 2023 auf dem Micheaux Film Festival gezeigt. 2024 stand er unter anderen für zwei Low-Budget-Filmen vom Filmstudio The Asylum vor der Kamera. So verkörperte er im Katastrophenfilm The Twisters die Rolle des Steve Manley und im Science-Fiction-Film Alien: Rubicon die Rolle des Adam Morrow.

## Filmografie (Auswahl)
- 2022: Twixxx (Kurzfilm)
- 2023: ANIMALS (Kurzfilm)
- 2024: The Twisters
- 2024: Alien: Rubicon

## Theater (Auswahl)
- High Fidelity, Arizona Repertory Theatre
- Light in the Piazza, Arizona Repertory Theatre
- Pippin, Arizona Repertory Theatre
- Next to Normal, N2 Theatre
- Les Miserables, Theaterworks